# Heteroliterna subfasciata
Heteroliterna subfasciata är en insektsart som först beskrevs av Gustaf Emanuel Haglund 1899.  Heteroliterna subfasciata ingår i släktet Heteroliterna och familjen spottstritar. Inga underarter finns listade i Catalogue of Life.